# Ordine di Tigran il Grande
L'Ordine di Tigran il Grande è un'onorificenza dell'Armenia.

## Storia
L'Ordine è stato fondato il 20 maggio 2002.

## Assegnazione
L'Ordine è assegnato agli statisti e al personale militare per gli eminenti servizi allo Stato.

## Insegne
- Il nastro è bianco con al centro una striscia rossa con bordi gialli.